# Kalliosaari (ö i Mellersta Finland, Jyväskylä, lat 62,26, long 25,28)
Kalliosaari är en ö i Finland. Den ligger i sjön Huhtia och Pyhäjärvi och i kommunen Petäjävesi i den ekonomiska regionen  Jyväskylä ekonomiska region  och landskapet Mellersta Finland, i den södra delen av landet, 230 km norr om huvudstaden Helsingfors. Öns area är 0,4 hektar och dess största längd är 90 meter i öst-västlig riktning.